# Gérard Joulie
Gérard Joulie  (* 30. März 1944 in Vailhourles) ist der Eigentümer und Geschäftsführer einer Gruppe von Pariser Traditionslokalen.

## Leben und Karriere
Gérard Joulies Vater war Viehzüchter im Département Aveyron, welches in der Auvergne liegt. Gérard Joulies erste Bekanntschaft mit der Gastronomie war während seines Militärdienstes in der Regimentskantine in Annecy. Ab 1965 lebte er in Paris und machte die typische Karriere der Aveyronnaiser Gastronomen (s. u.): Kellner, Manager und schließlich Besitzer eines Restaurants.
Er begann 1975 mit dem Congrès Maillot in der Nähe des Palais des Congrès (Kongress Zentrum), ein elegantes Restaurant für Geschäftsleute. Danach übernahm er die Restaurants L’Auberge Dab (1980), Sébillon (1984), Le Congrès Auteuil (1989), Mouton Blanc (1990), Chez André, Le Boeuf Couronné, L’Européen, Le Bistrot de la Gare, Le Bouillon CHARTIER (gegründet 1896) mit 3 Filialen: Grands Boulevards, Montparnasse und Gare de l’Est. Bouillon ist ein alter Name für ein Bistrot. Das Mouton Blanc war der Treffpunkt der Literaten des 17. und 18. Jahrhunderts: Molière, Racine, Boileau, La Fontaine, Ninon de Lenclos u. a. 2024 übernahm Joulie das Café du Commerce, ein weiteres Traditionslokal, gegründet im Jahr 1921 als Bouillon. Anlässlich der Übernahme wurden einige Zahlen für dieses Restaurant veröffentlicht: 250 Plätze, 4,5 Mio. € Umsatz, der durchschnittliche Umsatz pro Gast war 25–30 € mittags und 40–45 € abends. Ende 2024 übernahm er das Restaurant L’Alsace à Table in Strasbourg, ein bekanntes Fischlokal und nannte es in Petit bouillon Pharmond um und übernahm die Karte der anderen Bouillon Restaurants.

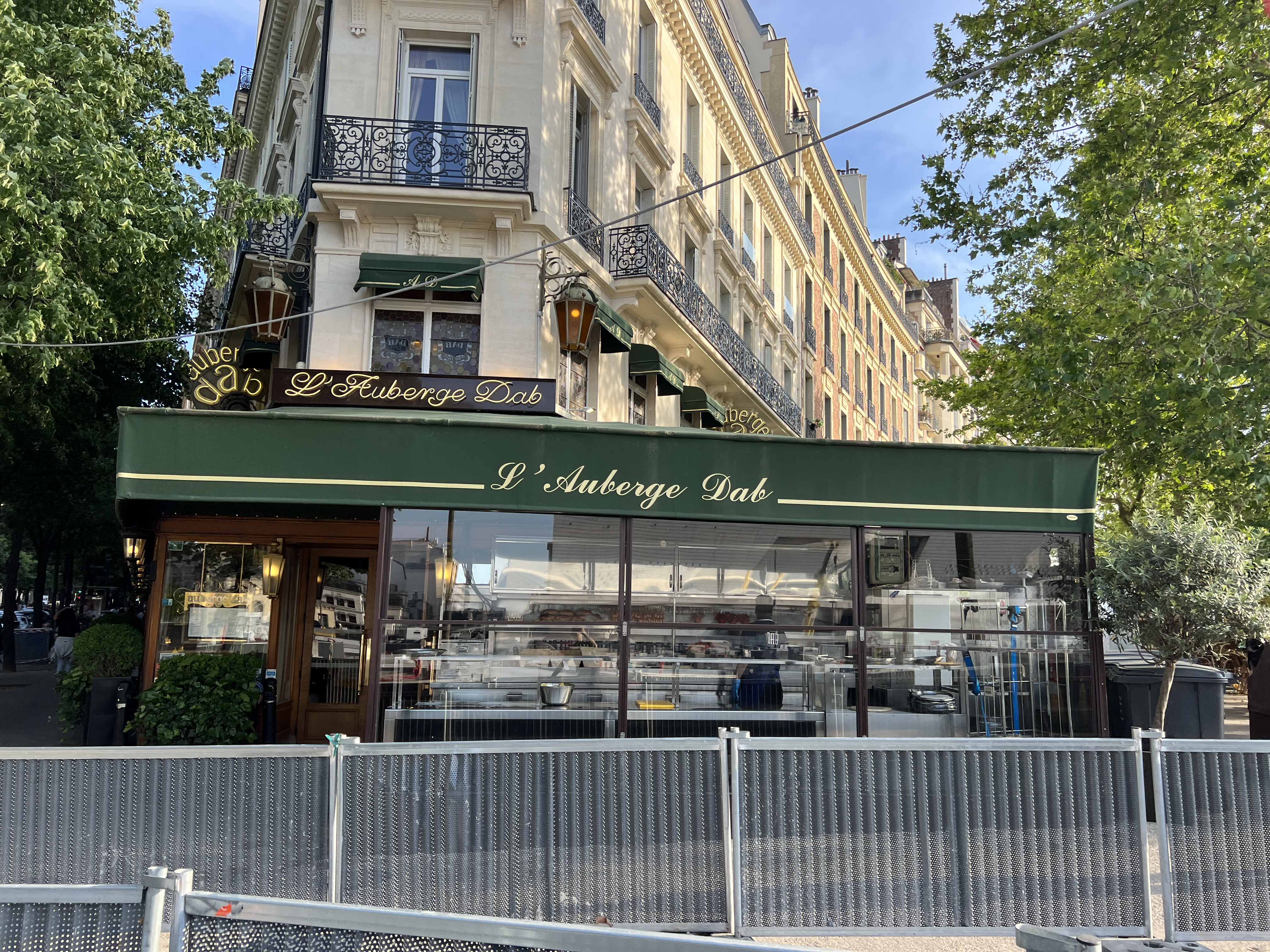
Auberge Dab

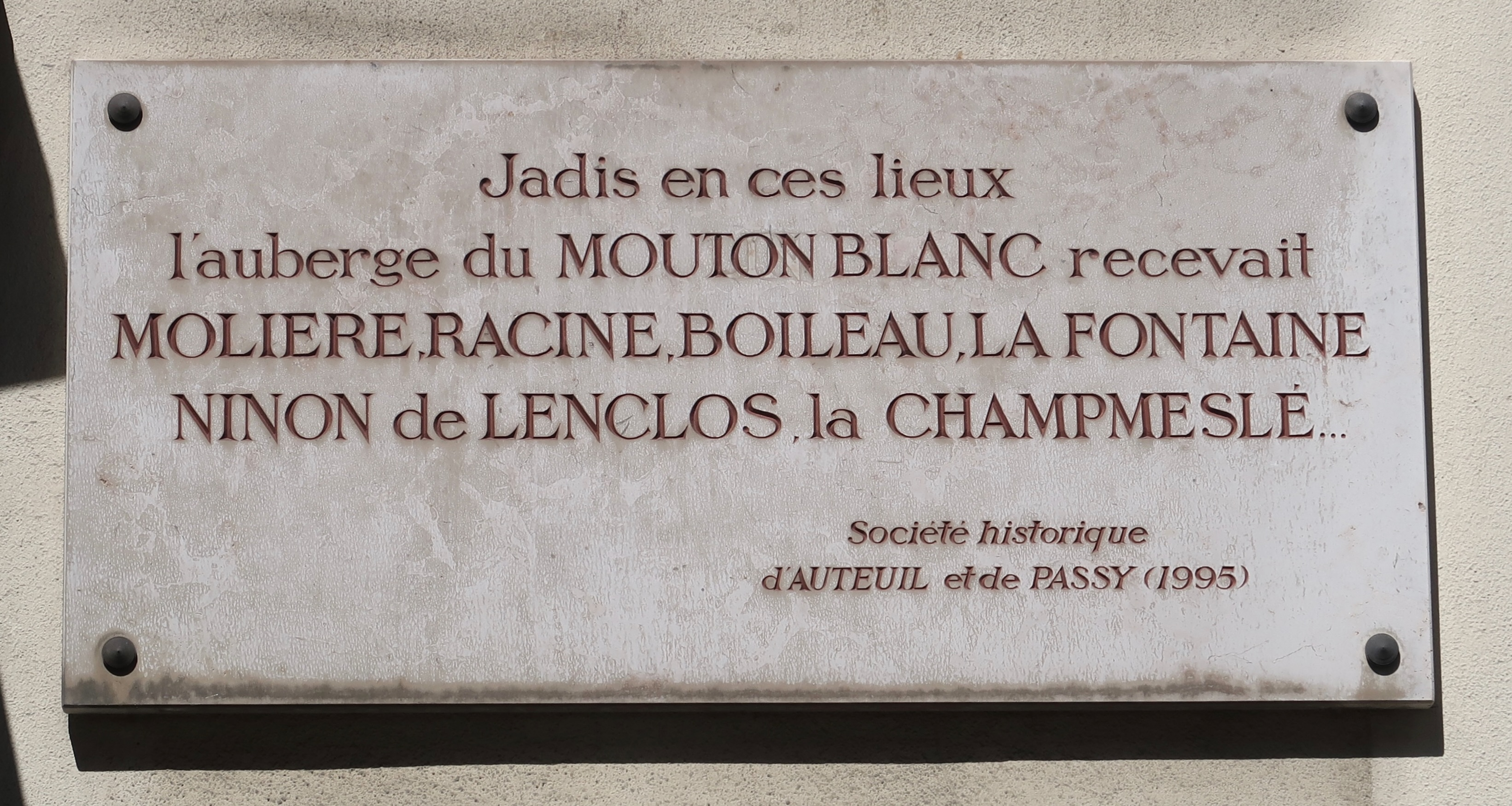
Gedenktafel am Restaurant Mouton-Blanc

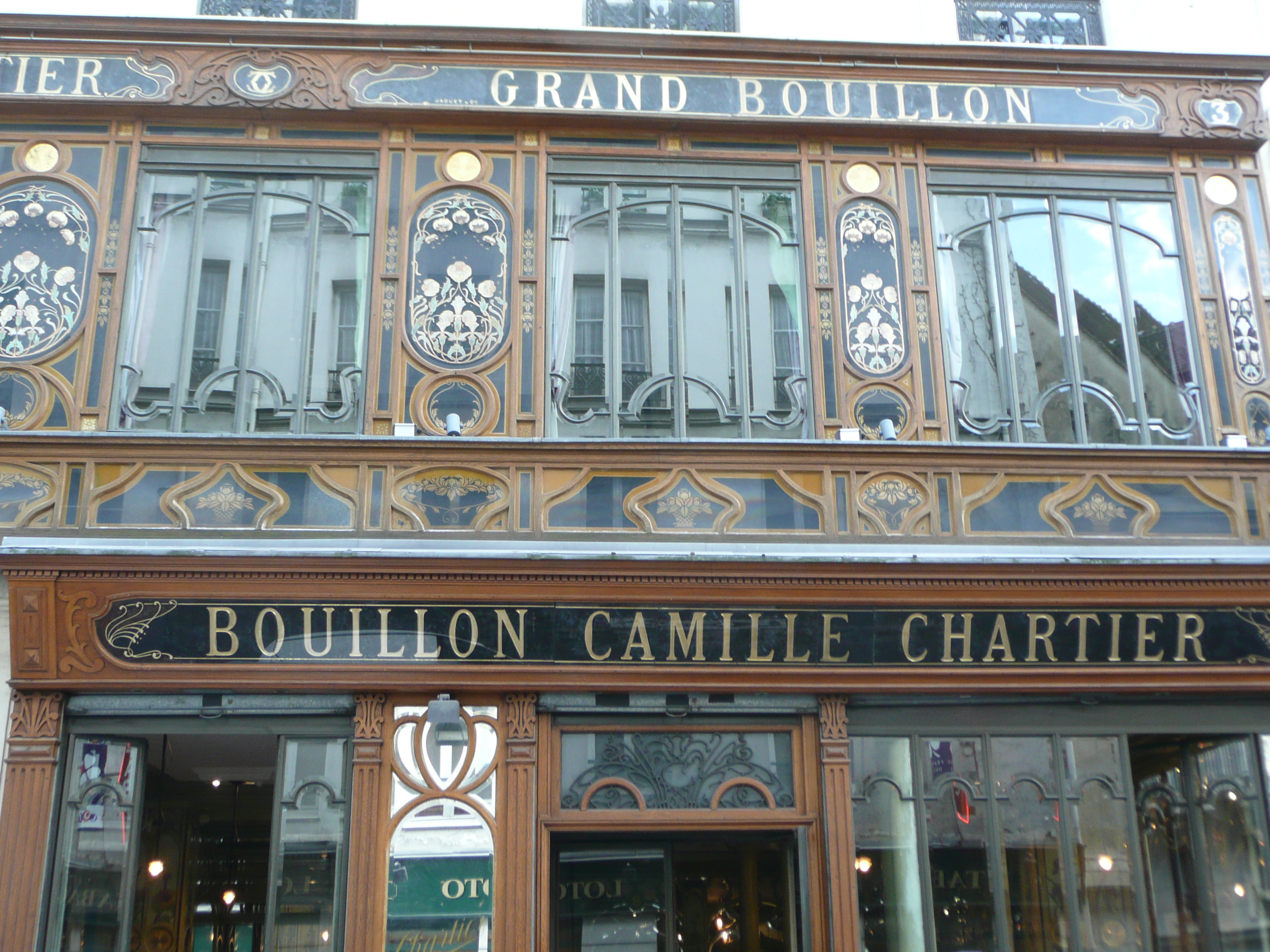
Bouillon Chartier

Gérard Joulie und seine Frau Marie haben zwei Söhne: Christophe, 1976 geboren und Alexandre, 1979 geboren. Sowohl die Ehefrau als auch die beiden Söhne haben leitende Funktionen in der Holding Gesellschaft.

## Finanzdaten
Die Restaurants werden von der Gesellschaft Financiere Gerard Jouilie, société par actions simplifiée (Vereinfachte Aktiengesellschaft) geleitet. Sie beschäftigte zwischen 20 und 49 Angestellte und machte einen Umsatz von ca. 4 Mio. € (2016). Das Personal und der Umsatz der Restaurants sind hierin nicht enthalten. Insgesamt beschäftigte die Gesellschaft ca. 700 Menschen und machte einen Umsatz von ca. 70 Mio. € (2021).
Nicht alle Projekte von Gérard Jolie waren erfolgreich. 1988 gründete er die Steakhouse-Kette Batifol. Bis 1994 umfasste sie 14 Restaurants, die günstige Gerichte der Brasserie-Küche in Paris anboten. 1998 verkaufte er die Kette mit Verlust an Buffalo-Grill, ebenfalls eine Kette von Restaurants, spezialisiert auf Wild-West- und Mexikanische Küche.

## Die Restaurants
Die Restaurants sind alle groß und elegant, im Stil der Belle Époque (Ende 19. Jahrhundert) oder Anfang 20. Jahrhundert (Jugendstil, Art déco), oft mit roten Kunstleder-Bänken (Moleskin) an den Wänden, die Kellner tragen Schürzen, der Besuch soll ein besonderes Erlebnis sein. Die Küche wird als gehobene Bistro-Küche bezeichnet, klassische Gerichte, die aber nicht mit der Gourmet-Gastronomie (Sterne-Küche) konkurrieren. Die Speisekarten der Restaurants sind sehr ähnlich, alle bieten dieselben Klassiker zu ähnlichen Preisen an. Manche haben Spezialitäten: eine umfangreiche Fisch- und Meeresfrüchte Auswahl, Innereien oder spezielle Fleischgerichte wie Tatar und Onglet. Es gibt Tische sowohl für Gruppen wie Familien oder Geschäftsfreunde als auch für Einzelpersonen. Die Bewertung im Rahmen ihrer Kategorie durch Gastro-Kritiker ist meist positiv.
Traditionsrestaurants zählen in Frankreich zum kulturellen Erbe, trotzdem müssen sie sich finanziell tragen. Gérard Joulie hat offensichtlich eine Nische gefunden, in der diese Restaurants überleben können: Eine elegante Umgebung, traditionelle Gerichte der gehobenen Küche, mit moderaten Preisen. Restaurants diese Kategorie werden oft von Finanzgesellschaften geleitet, z. B. Groupe Bertrand in Paris und Jean-Paul Burrus in Straßburg.

## Auvergnaten in Paris
Die Auvergne ist eine Landschaft im französischen Zentralmassiv, eine unfruchtbare, arme Gegend. Seit dem 18. Jahrhundert sind die Bewohner auf der Suche nach einem besseren Leben nach Paris gezogen, zuerst als Hilfsarbeiter. Danach begannen sie, mit Kohlen für Verbraucher zu handeln, im Zentralmassiv wurde Kohle abgebaut. Später handelten sie auch mit billigem Rotwein aus dem Languedoc-Roussillon. Daraus entwickelten sich kleine Gastwirtschaften mit einfachen, billigen Gerichten aus dem Zentralmassiv. Diese Tradition hat sich bis ins 21. Jahrhundert erhalten, die Restaurants wurden eleganter, die Speisen besser, aber immer noch mit traditionellen Gerichten wie Innereien, speziell Kutteln. Die Auverganten in der Gastronomie bilden eine informelle Gemeinschaft, die ihre Interessen vertreten und sich gegenseitig unterstützen.